# Scaphoideus yingjiangensis
Scaphoideus yingjiangensis är en insektsart som beskrevs av Wang och Li 2004. Scaphoideus yingjiangensis ingår i släktet Scaphoideus och familjen dvärgstritar. Inga underarter finns listade i Catalogue of Life.